# Vi de la terra illa de Menorca
El vi de la terra Illa de Menorca és una indicació geogràfica utilitzada per designar els vins tradicionals de Menorca, regulada des del 2002.

## Història
La referència antiga més significativa sobre la producció de vi a Menorca és amb motiu del pacte de vassallatge de l'any 1231, en què les autoritats musulmanes obsequiaren amb vi als ambaixadors del rei Jaume I. Les cròniques expliquen també que el vi menorquí ja era un bé molt apreciat als temps de fenicis i romans.
A partir de l'ocupació de l'illa per la Gran Bretanya, l'any 1708, es produeix un important augment de la producció de vi i de l'extensió del cultiu de la vinya, provocat per un fort increment de la població i per l'aprovisionament de les naus angleses al port de Maó. Durant tot el segle xviii la producció va anar en augment, i l'any 1817 es quantificava l'extensió en unes 1.500 ha.
El vi es guardava dins bótes, mig-bocois, bocois i botes congrenyades, de llenya de roure o de castanyer. La principal mesura amb què es venia el vi era el mig quarter (3 litres), de tal manera que 2 mitjos feien un quarter, 2 quarters feien una gerra, 5 quarters feien un barral, 20 quarters feien una càrrega. El mig quarter i el quarter estaven folrats d'espart, o amb un entreteixit de canya esquerdada.
En el segle xix, s'inicià un procés de recessió de la producció de vi a l'illa de Menorca a causa d'una plaga de fil·loxera va assolar l'illa i va arrasar la major part de vinyes menorquines.
A principis del segle xx la producció de vi es destinava principalment a l'autoconsum, fins que en els anys 80 al Mercadal s'inicià un projecte vitivinícola modern, amb ceps especialment seleccionats i amb una nova tecnologia vinícola.

## Geografia
L'illa de Menorca es caracteritza per una orografia molt suau. Predominen els sòls profunds bruns calcaris, de textura franca o argilosa, formats sobre un substrat litològic complex, integrat per roques calcàries, arenisques i pissarres.
L'illa es caracteritza pel seu clima mediterrani, amb precipitacions (més de 600 mm/any) de la tardor a la primavera, estius secs i temperatures mitjanes entre 13 °C i 20 °C. Cal destacar els vents de direcció nord, intensos i freqüents durant els mesos d'hivern.

## Vinya
Les pràctiques de cultiu han de ser les tradicionals. La densitat de plantació està limitada a 5.300 ceps per hectàrea. La conducció ha de ser en vas o en espatllera. El nombre màxim d'ulls per hectàrea és de 30.000, excepte per a les varietats cabernet sauvignon i merlot, en què pot ser de 40.000. La producció màxima per hectàrea queda limitada a 8.000 kg per a totes les varietats de raïm. La graduació alcohòlica volumètrica natural mínima és de l'11,5% en volum per a les varietats blanques i del 12% en volum per a les varietats negres.
En l'elaboració de most s'apliquen les pressions adequades de manera que el rendiment no sigui superior a 70 litres per cada 100 kg de raïm.

## Vins
Els vins negres de merlot i cabernet sauvignon són els més representatius de la comarca. Són vins de color cirera brillant. Destaquen les aromes de fruites vermelles i espècies. En boca són vins rodons, de dimensió mitjana, ben estructurats i equilibrats. Les varietats de raïm negre utilitzades són cabernet sauvignon, merlot, monestrell, ull de llebre i sirà.
Pel que fa al vins blancs cal mencionar els monovarietals de malvasia, elaborats amb raïm sembrat al Parc Natural de l'Albufera del Grau. Són vins de color groc pàl·lid brillant. Es caracteritzen pel seu gran cabal aromàtic, destaquen les aromes vegetals (herba tallada recentment) i florals (flors blanques). En boca són vins frescs, secs i d'elevada intensitat i durada. Les varietats de raïm blanc utilitzades són chardonnay, macabeu, malvasia, moscatell, parellada i moll.
La graduació alcohòlica mínima és: vi blanc 11,5°, vi rosat 12,0°, vi negre 12,0°. L'acidesa total mínima ha de ser de 4,5 g per litre d'àcid tàrtric i l'acidesa volàtil no pot ser superior a 0,8 g per litre, expressada en àcid acàtic.

## Cellers
- Celler Solano de Menorca - Sa Forana - www.saforana.com
- Bodegas Binifadet - www.binifadet.com
- Bodegas Menorquinas Crispin Mariano
- Hort de Sant Patrici - www.santpatrici.com
- Vi de S'Illa S.L.
- Vinya Sa Cudia - www.vinyasacudia.com
- Vinyes Binitord de Menorca - Binitord - www.binitord.com